# 東薈芳
東薈芳是臺灣日治時期臺北市大稻埕的四大旗亭之一，另一稱號「稻江名物」。旗亭指的是有藝旦表演、陪侍的酒樓，為臺菜飯店，建於1884年。另外三間旗亭為「江山樓」、「春風樓」與「蓬萊閣」，有「江東春蓬」之稱。

## 外部連結
- 後藤新平詠臺北江山樓
- 台北畫刊106年1月第588期—蔣渭水也曾去的酒家 再現蓬萊閣輝煌風華 （页面存档备份，存于）-臺北旅遊網
- 胃納如洋的混血台菜──台灣酒家菜系列報道 （页面存档备份，存于）-灼見名家